# Zanthojoppa speciosa
Zanthojoppa speciosa là một loài tò vò trong họ Ichneumonidae.